# Senatori del Colorado
Il Colorado è entrato a far parte degli Stati Uniti d'America dal 1º agosto 1876 ed elegge senatori di classe 2 e classe 3. Gli attuali senatori sono i democratici Michael Bennet e John Hickenlooper.

## Elenco

### Classe 2
| N.      | Foto    | Senatore                         | Partito      | Carica           | Carica           | Congresso                                  | Mandati | Elezioni                                                       |
| N.      | Foto    | Senatore                         | Partito      | Inizio           | Termine          | Congresso                                  | Mandati | Elezioni                                                       |
| ------- | ------- | -------------------------------- | ------------ | ---------------- | ---------------- | ------------------------------------------ | ------- | -------------------------------------------------------------- |
| Vacante | Vacante | Vacante                          | Vacante      | 1º agosto 1876   | 15 novembre 1876 | 44                                         | 1⁄2     | [ 1 ]                                                          |
| 1       |         | Henry M. Teller (1830-1914)      | Repubblicano | 15 novembre 1876 | 17 aprile 1882   | 44 · 45 · 46 · 47                          | 1       | 1876 Dimessosi per divenire Segretario degli Interni           |
| 2       |         | George M. Chilcott (1828-1891)   | Repubblicano | 17 aprile 1882   | 27 gennaio 1883  | 47                                         | 1⁄2     | Nominato per continuare il mandato di Teller Non ricandidatosi |
| 3       |         | Horace Tabor (1830-1899)         | Repubblicano | 27 gennaio 1883  | 3 marzo 1883     | 47                                         | 1⁄2     | Eletto per terminare il mandato di Teller Non ricandidatosi    |
| 4       |         | Thomas M. Bowen (1835-1906)      | Repubblicano | 4 marzo 1883     | 3 marzo 1889     | 48 · 49 · 50                               | 1       | 1883                                                           |
| 5       |         | Edward O. Wolcott (1848-1905)    | Repubblicano | 4 marzo 1889     | 3 marzo 1901     | 51 · 52 · 53 · 54 · 55 · 56                | 2       | 1889 · 1895 Perse la rielezione                                |
| 6       |         | Thomas M. Patterson (1839-1916)  | Democratico  | 4 marzo 1901     | 3 marzo 1907     | 57 · 58 · 59                               | 1       | 1901 Non ricandidatosi                                         |
| 7       |         | Simon Guggenheim (1867-1941)     | Repubblicano | 4 marzo 1907     | 3 marzo 1913     | 60 · 61 · 62                               | 1       | 1907 Non ricandidatosi                                         |
| 8       |         | John F. Shafroth (1854-1922)     | Democratico  | 4 marzo 1913     | 3 marzo 1919     | 63 · 64 · 65                               | 1       | 1913 Perse la rielezione                                       |
| 9       |         | Lawrence C. Phipps (1862-1958)   | Repubblicano | 4 marzo 1919     | 3 marzo 1931     | 66 · 67 · 68 · 69 · 70 · 71                | 2       | 1918 · 1924 Non ricandidatosi                                  |
| 10      |         | Edward P. Costigan (1874-1939)   | Democratico  | 4 marzo 1931     | 3 gennaio 1937   | 72 · 73 · 74                               | 1       | 1930 Non ricandidatosi                                         |
| 11      |         | Edwin C. Johnson (1884-1970)     | Democratico  | 3 gennaio 1937   | 3 gennaio 1955   | 75 · 76 · 77 · 78 · 79 · 80 · 81 · 82 · 83 | 3       | 1936 · 1942 · 1948 Non ricandidatosi                           |
| 12      |         | Gordon L. Allott (1907-1989)     | Repubblicano | 3 gennaio 1955   | 3 gennaio 1973   | 84 · 85 · 86 · 87 · 88 · 89 · 90 · 91 · 92 | 3       | 1954 · 1960 · 1966 Perse la rielezione                         |
| 13      |         | Floyd K. Haskell (1916-1998)     | Democratico  | 3 gennaio 1973   | 3 gennaio 1979   | 93 · 94 · 95                               | 1       | 1972 Perse la rielezione                                       |
| 14      |         | William L. Armstrong (1937-2016) | Repubblicano | 3 gennaio 1979   | 3 gennaio 1991   | 96 · 97 · 98 · 99 · 100 · 101              | 2       | 1978 · 1984 Non ricandidatosi                                  |
| 15      |         | Hank Brown (1940-)               | Repubblicano | 3 gennaio 1991   | 3 gennaio 1997   | 102 · 103 · 104                            | 1       | 1990 Non ricandidatosi                                         |
| 16      |         | Wayne Allard (1943-)             | Repubblicano | 3 gennaio 1997   | 3 gennaio 2009   | 105 · 106 · 107 · 108 · 109 · 110          | 2       | 1996 · 2002 Non ricandidatosi                                  |
| 17      |         | Mark Udall (1950-)               | Democratico  | 3 gennaio 2009   | 3 gennaio 2015   | 111 · 112 · 113                            | 1       | 2008 Perse la rielezione                                       |
| 18      |         | Cory Gardner (1974-)             | Repubblicano | 3 gennaio 2015   | 3 gennaio 2021   | 114 · 115 · 116                            | 1       | 2014 Perse la rielezione                                       |
| 19      |         | John Hickenlooper (1952-)        | Democratico  | 3 gennaio 2021   | in carica        | 117 · 118 · 119                            | 1       | 2020                                                           |

### Classe 3
| N.      | Foto              | Senatore                           | Partito                     | Carica            | Carica            | Congresso                                                 | Mandati | Elezioni |
| N.      | Foto              | Senatore                           | Partito                     | Inizio            | Termine           | Congresso                                                 | Mandati | Elezioni |
| ------- | ----------------- | ---------------------------------- | --------------------------- | ----------------- | ----------------- | --------------------------------------------------------- | ------- | --- |
| Vacante | Vacante           | Vacante                            | Vacante                     | 1º agosto 1876    | 15 novembre 1876  | 44                                                        | 1⁄2     | [ 1 ] |
| 1       |                   | Jerome B. Chaffee (1825-1886)      | Repubblicano                | 15 novembre 1876  | 3 marzo 1879      | 44 · 45                                                   | 1⁄2     | 1876 Non ricandidatosi                                                                                               |
| 2       |                   | Nathaniel P. Hill (1832-1900)      | Repubblicano                | 4 marzo 1879      | 3 marzo 1885      | 46 · 47 · 48                                              | 1       | 1879 Perse la ricandidatura                                                                                          |
| 3       |                   | Henry M. Teller (1830-1914)        | Repubblicano                | 4 marzo 1885      | 3 marzo 1909      | 49 · 50 · 51 · 52 · 53 · 54                               | 4       | 1895 · 1891 |
| 3       | Silver Republican | Henry M. Teller (1830-1914)        | 55 · 56 · 57                | 4 marzo 1885      | 3 marzo 1909      | 1897                                                      | 4       | |
| 3       | Democratico       | Henry M. Teller (1830-1914)        | 58 · 59 · 60                | 4 marzo 1885      | 3 marzo 1909      | 1903 Non ricandidatosi                                    | 4       | |
| 4       |                   | Charles J. Hughes, Jr. (1853-1911) | Democratico                 | 3 marzo 1909      | 11 gennaio 1911   | 61                                                        | 1⁄2     | 1909 Deceduto |
| Vacante | Vacante           | Vacante                            | Vacante                     | 11 gennaio 1911   | 15 gennaio 1913   | 61                                                        |         | |
| 5       |                   | Charles S. Thomas (1849-1934)      | Democratico                 | 15 gennaio 1913   | 3 marzo 1921      | 61 · 62 · 63 · 64 · 65 · 66                               | 1 1⁄2   | Eletto per terminare il mandato di Hughes · 1914 Perse la rielezione                                                 |
| 6       |                   | Samuel D. Nicholson (1859-1923)    | Repubblicano                | 4 marzo 1921      | 24 marzo 1923     | 67 · 68                                                   | 1⁄2     | 1920 Deceduto |
| Vacante | Vacante           | Vacante                            | Vacante                     | 24 marzo 1923     | 17 maggio 1923    | 68                                                        |         | |
| 7       |                   | Alva B. Adams (1875-1941)          | Democratico                 | 17 maggio 1923    | 30 novembre 1924  | 68                                                        | 1⁄2     | Nominato per continuare il mandato di Nicholson Non ricandidatosi                                                    |
| 8       |                   | Rice W. Means (1877-1949)          | Repubblicano                | 1º dicembre 1924  | 3 marzo 1927      | 68 · 69                                                   | 1⁄2     | Eletto per terminare il mandato di Nicholson Non ottenne la ricandidatura                                            |
| 9       |                   | Charles W. Waterman (1861-1932)    | Repubblicano                | 4 marzo 1927      | 27 agosto 1932    | 70 · 71 · 72                                              | 1⁄2     | 1926 Deceduto |
| Vacante | Vacante           | Vacante                            | Vacante                     | 27 agosto 1932    | 26 settembre 1932 | 72                                                        |         | |
| 10      |                   | Walter Walker (1883-1956)          | Democratico                 | 26 settembre 1932 | 6 dicembre 1932   | 72                                                        | 1⁄2     | Nominato per continuare il mandato di Waterman Perse l'elezione per terminare il mandato di Waterman                 |
| 11      |                   | Karl C. Schuyler (1877-1933)       | Repubblicano                | 7 dicembre 1932   | 3 marzo 1933      | 72                                                        | 1⁄2     | Eletto per terminare il mandato di Waterman Perse la rielezione                                                      |
| 12      |                   | Alva B. Adams (1875-1941)          | Democratico                 | 4 marzo 1933      | 1º dicembre 1941  | 73 · 74 · 75 · 76 · 77                                    | 1 1⁄2   | 1932 · 1938 Deceduto                                                                                                 |
| Vacante | Vacante           | Vacante                            | Vacante                     | 1º dicembre 1941  | 20 dicembre 1941  | 77                                                        |         | |
| 13      |                   | Eugene Millikin (1891-1958)        | Repubblicano                | 20 dicembre 1941  | 3 gennaio 1957    | 78 · 79 · 80 · 81 · 82 · 83 · 84                          | 2 1⁄2   | Nominato per continuare il mandato di Adams Eletto per terminare il mandato di Adams · 1944 · 1950 Non ricandidatosi |
| 14      |                   | John A. Carroll (1901-1983)        | Democratico                 | 3 gennaio 1957    | 3 gennaio 1963    | 85 · 86 · 87                                              | 1       | 1956 Perse la rielezione                                                                                             |
| 15      |                   | Peter H. Dominick (1915-1981)      | Repubblicano                | 3 gennaio 1963    | 3 gennaio 1975    | 88 · 89 · 90 · 91 · 92 · 93                               | 2       | 1962 · 1968 Perse la rielezione                                                                                      |
| 16      |                   | Gary Hart (1936-)                  | Democratico                 | 3 gennaio 1975    | 3 gennaio 1987    | 94 · 95 · 96 · 97 · 98 · 99                               | 2       | 1974 · 1980 Non ricandidatosi                                                                                        |
| 17      |                   | Tim Wirth (1939-)                  | Democratico                 | 3 gennaio 1987    | 3 gennaio 1993    | 100 · 101 · 102                                           | 1       | 1986 Non ricandidatosi                                                                                               |
| 18      |                   | Ben Nighthorse Campbell (1933-)    | Democratico                 | 3 gennaio 1993    | 3 gennaio 2005    | 103                                                       | 2       | 1992 |
| 18      | Repubblicano      | Ben Nighthorse Campbell (1933-)    | 104 · 105 · 106 · 107 · 108 | 3 gennaio 1993    | 3 gennaio 2005    | 1998 Non ricandidatosi                                    | 2       | |
| 19      |                   | Ken Salazar (1955-)                | Democratico                 | 3 gennaio 2005    | 20 gennaio 2009   | 109 · 110 · 111                                           | 1⁄2     | 2004 Dimessosi per diventare Segretario degli Interni                                                                |
| 20      |                   | Michael Bennet (1964-)             | Democratico                 | 21 gennaio 2009   | in carica         | 111 · 112 · 113 · 114 · 115 · 116 · 117 · 118 · 119 · 120 | 3       | Nominato per continuare il mandato di Salazar 2010 · 2016 · 2022                                                     |